# Lepyronia geminata
Lepyronia geminata är en insektsart som beskrevs av Jacobi 1921. Lepyronia geminata ingår i släktet Lepyronia och familjen spottstritar. Inga underarter finns listade i Catalogue of Life.